# Gustav Laddey
Gustav Heinrich Leopold Laddey (13. April 1796 in Königsberg – 2. Februar 1872 in Mainz) war ein deutscher Theaterschauspieler, -intendant und -regisseur.

## Leben
Laddey betrat am 25. November 1813 als „Ferdinand“ in Memel zum ersten Mal die Bühne. Obwohl er keinen Unterricht fürs Theater genossen hatte, wurde dennoch seine gute Schule gelobt und er verblieb fünf Jahre in diesem ersten Engagement. 1818 bis 1820 war er Mitglied der Döbbelinschen Gesellschaft in Warschau, kam dann nach Brünn und von dort nach Ofen, wo er auch mehrere Jahre die Direktionsgeschäfte mit großem Geschick leitete. Von 1830 bis 1835 wirkte er als Liebhaber und Bonvivant an der Königstädtischen Bühne in Berlin, von 1837 bis 1841 in Danzig und von 1844 bis 1857 in St. Petersburg. In den letzten drei Städten betätigte er sich auch teils als Direktorstellvertreter, teils als Oberregisseur.
In St. Petersburg, wo er bereits im Fache der Heldenväter und Charakterrollen wirkte, erreichte er die höchste Stufe seiner künstlerischen Vollkommenheit. 1857 zog sich Laddey gänzlich ins Privatleben zurück (er nahm als „Wallenstein“ am 16. Mai feierlich Abschied) und verbrachte seine letzten Lebensjahre in Mainz, wo er an den Folgen einer unheilbaren Halskrankheit verschied.
1857 verkauft er seine Sammlung von Druckgrafiken (lubki) an die Russische Nationalbibliothek.
Laddey war dreimal verheiratet, das erste Mal mit der einige Jahre älteren Christiane Möser geb. Feige, das zweite Mal mit der Schauspielerin Ulrike Weinland (1898–1841), das dritte Mal (1847) mit der verwitweten Hofschauspielerin Molly von Druwanowski geb. Ogoleit.